# Coupe de l'America 2024
Navigation
2021
La Coupe de l'America 2024, trente-septième édition de la Coupe de l'America, a lieu pour sa phase finale en octobre 2024 à Barcelone (Espagne). Elle oppose le Defender néo-zélandais Emirates Team New Zealand du Royal New Zealand Yacht Squadron au Challenger anglais INEOS Britannia (en) du Royal Yacht Squadron. En s'imposant sept victoires à deux, la Nouvelle-Zélande remporte ce trophée pour la cinquième fois de son histoire.

## Jauge
Tous les concurrents utilisent un voilier répondant à un cahier des charges défini par l'organisateur de la course. Le bateau utilisé pour cette édition de la compétition, l'AC75, a des caractéristiques proches de celles de l'édition précédente. C'est un monocoque à foils de 20,7 mètres de long et d'une masse de 6 tonnes dont 1,5 tonnes pour la seule coque. Ce type de voilier peut atteindre 50 nœuds. Le mat de 26 mètres de haut porte une voilure d'une superficie de 380 m².  L'inclinaison des foils est modifiée par un système hydraulique. L'équipage du voilier comprend 8 personnes.

## Équipes en présence et sélection du challenger
Cinq équipes se sont affrontées durant les régates de la coupe Louis Vuitton (en) destinées à sélectionner le challenger chargé d'affronter l'équipe néo-zélandaise ayant remportée la coupe de l'America en 2021. L'équipe britannique a remporté cette coupe devant l'équipe italienne. L'équipe française s'est classée dernière.
| Équipe                               | Club de voile                    | Skipper            | Nom du voilier | Chantier de construction | Date de mise à l'eau |
| ------------------------------------ | -------------------------------- | ------------------ | -------------- | ------------------------ | -------------------- |
| Emirates Team New Zealand Defender   | Royal New Zealand Yacht Squadron | Peter Burling      | Taihoro        | Team New Zealand         | 12 avril 2024        |
| Alinghi Red Bull Racing              | Société Nautique de Genève       | Arnaud Psarofaghis | BoatOne        | Alinghi Red Bull Racing  | 16 avril 2024        |
| Luna Rossa Prada Pirelli             | Circolo della Vela Sicilia       | Max Sirena         | Luna Rossa     | Persico Marine           | 13 avril 2024        |
| NYYC American Magic                  | New York Yacht Club              | Terry Hutchinson   | Patriot        | American Magic           | 7 mai 2024           |
| INEOS Britannia Challenger of Record | Royal Yacht Squadron             | Ben Ainslie        | Britannia      | Carrington Boats         | 26 avril 2024        |
| Orient Express Team                  | Société Nautique de Saint-Tropez | Quentin Delapierre | Orient Express | Multiplast               | 27 mai 2024          |

## Déroulement de la compétition

### Coupe Louis Vuitton
Le challenger de la coupe de l'America est déterminé lors de la coupe Louis Vuitton 2024 (en). Celle-ci met en lice les cinq challenger et le defender.
elle-ci se déroule sous la forme de deux round-robin, où chaque concurrent affronte ses adversaires en match racing. Au terme de ces deux round robin, le cinquième challenger est éliminé, les quatre autres disputant des demi-finales. Le mieux classé de ces derniers a le choix de son adversaire en demi-finale. Les deux vainqueurs des demi-finales, déterminé dans une série au meilleur des neuf matchs, s'affrontent dans une série au meilleur des treize matchs.
INEOS, meilleur bilan du round-robin, choisit le défi suisse, la deuxième demi-finale opposant ainsi le défi italien au défi américain. Le défi britannique s'impose sur le score de 5 à 2 face aux Suisses, Luna Rossa Prada Pirelli se qualifiant face à American Magic sur le score de 5 à 3. Lors de la finale, INEOS s'impose par sept régates à quatre.

### Coupe de l'America
La coupe de l'América se déroule au meilleur des treize courses.
Elle oppose le defender néo-zélandais Team New Zealand au navire britannique INEOS Britannia (en), vainqueur de la coupe Louis Vuitton (en) face au défi italien Luna Rossa Prada Pirelli.
Team New Zealand s'impose sur le score de sept victoires à deux, remportant son troisième titre consécutif, le cinquième au total. Peter Burling est le skipper du bateau néo-zélandais lors de ces trois victoires consécutives.
| Les victoires sont sur fond vert. |

| Jour | Date        | Course | Team New Zealand | INEOS Britannia (en) | Delta      | Score | Score      |   |            |  |            |   |   |
| ---- | ----------- | ------ | ---------------- | -------------------- | ---------- | ----- | ---------- | - | ---------- |  | ---------- | - | - |
| Jour | Date        | Course | Team New Zealand | INEOS Britannia (en) | Delta      | 1     | 12 octobre | 1 | 27 min 1 s |  | 0 min 41 s | 1 | 0 |
| 2    | 28 min 23 s |        | 0 min 27 s       | 2                    | 0          | 1     | 12 octobre |   |            |  |            |   |   |
| 2    | 13 octobre  | 3      | 27 min 6 s       |                      | 0 min 52 s | 3     | 0          |   |            |  |            |   |   |
| 4    | 14 octobre  | 4      | 26 min 50 s      |                      | 0 min 23 s | 4     | 0          |   |            |  |            |   |   |
| 4    | 16 octobre  | 5      |                  | 24 min 15 s          | 1 min 18 s | 4     | 1          |   |            |  |            |   |   |
| 4    | 16 octobre  | 6      |                  | 28 min 13 s          | 0 min 7 s  | 4     | 2          |   |            |  |            |   |   |
| 5    | 18 octobre  | 7      | 24 min 49 s      |                      | 1 min 13 s | 5     | 2          |   |            |  |            |   |   |
| 5    | 18 octobre  | 8      | 26 min 37 s      |                      | 0 min 55 s | 6     | 2          |   |            |  |            |   |   |
| 5    | 19 octobre  | 9      | 26 min 43 s      |                      | 0 min 37 s | 7     | 2          |   |            |  |            |   |   |

Notes: